# Alcea sosnovskyi
Alcea sosnovskyi är en malvaväxtart som beskrevs av Modest Mikhaĭlovich Iljin. Alcea sosnovskyi ingår i släktet stockrosor, och familjen malvaväxter. Inga underarter finns listade i Catalogue of Life.